# 佘山扶助者聖母大殿
佘山扶助者聖母大殿（しゃざんふじょしゃせいぼたいでん、中国語: 佘山進教之佑聖母大殿）は中華人民共和国上海市松江区の佘山（中国語: シェシャン）の頂上に位置する大規模なカトリック聖堂で、中国カトリック教会の著名な聖母巡礼地である。

## 歴史

### 起源
佘山附近の松江と青浦一带はカトリックがとても早く伝わり、100年余りの長さに達する禁教の時期に、横塘、張朴橋などの村落のカトリック教徒はずっと密かに自分たちの信仰を保持してきた。1844年、カトリック教会が中国で合法的な地位を回復して後、江南代牧区のフランス人のイエズス会会長南格禄が佘山を訪れ、山が竹林に覆われて環境は静寂であり、ここに宣教区で年老いて体の弱った宣教者のための祈る場所を建てられると判断した。南格禄は1856年に世を去った。1863年、後任のフランス人イエズス会会長ジョセフ・ゴメ（仏: Joseph Gonnet, 中: 鄂爾璧）は徐家匯から佘山にやってきて、山の中腹に五間の神父の休養に供する平屋を建造し、内側に小聖堂を設けた。1864年、松江の杜若蘭神父は山頂に六角亭を建造し、聖母像を捧げた。ふもとの張朴橋等の地元の信徒は佘山に登って巡礼を始めた。 
1868年3月1日、江南代牧区司教郎懐仁は小聖堂と聖母像を祝福し、この聖母像は一人の中国修道士見習いの陸省三がパリの「勝利の元后である聖母像」を真似て絵にしたもので、「進教之佑聖母」（キリスト信者の助け手聖母の意）と改称した。1868年5月24日（キリスト信者の助け手聖母の祝日）、佘山に数百名の巡礼の信徒がやってきた。当時の小聖堂は収容する術もなく、天幕を張ってミサを挙げた。

### 大聖堂の建築
1868年、安徽、江蘇省の2省の多くの地域で教会の弾圧が発生し、神父と教会は襲撃に遭遇した。甚だしいことに、中国と外国の関係が比較的穏やかな上海の通りでも外国人を敵と見なす宣伝が現れた。イエズス会のフランス人宣教師たちは深い不安を感じ、江南代牧区イエズス会会長谷振声神父は佘山に行ったときに、六角亭の聖母像の前に跪（ひざまず）き、「江南代牧区がもし無事に危機を過ごし、危険な状態が平穏な状態に戻った暁には山上に大聖堂を建てます」という願をかけた。9月に谷振声は教区司祭に公告を出し、彼等に大聖堂を建てて一日も早く聖母の庇護に感謝するために信徒の寄付を募るよう要求した。 
佘山大聖堂はイエズス会の馬歴耀修道士見習いが建築の設計の責任を持ち、1871年5月24日（キリスト信者の助け手聖母の祝日）に起工式が挙行された。郎懐仁代牧司教は、6,000名もの信徒が参加した野外荘厳ミサを捧げた。数多くの巡礼した信徒が労働奉仕に参加し、重くてかさばる建築材料を平地から山頂まで運んだ。1873年4月15日までにギリシャ式の大聖堂が完工し、郎怀仁が来て聖堂を祝福し、同時に山の中腹から山頂まで「之」の字形の十字架の道行を造成し、それぞれの曲がり角に14個の苦路亭を建造した。同年の5月1日と24日、郎懐仁は再び佘山に赴き、巡礼の典礼を司式した。当時、約10,000から15,000もの人が巡礼に来た。これより佘山聖母は江南代牧区の特别な保護者となり、同年五月は佘山史上の最初の聖母月と呼ばれることになった。 
1894年、山の中腹に500余人を収容できる中国の伝統的な風格のある中山聖母堂が建て直された。中堂正門の両側にすなわち右の一幅には「小堂筑山腰、且憩片刻休孝子礼」、左の一幅には「大殿臨峰頂、再登幾級求慈母恩」という対句が刻まれた。門前には1,000人を収容出来る広場があり、欄干や石の腰掛があって、信徒たちの休息や景色を見るのに供され、西側には三聖亭（イエス聖心亭、聖母亭、ヨセフ亭）が建てられた。

### 新聖堂の建築

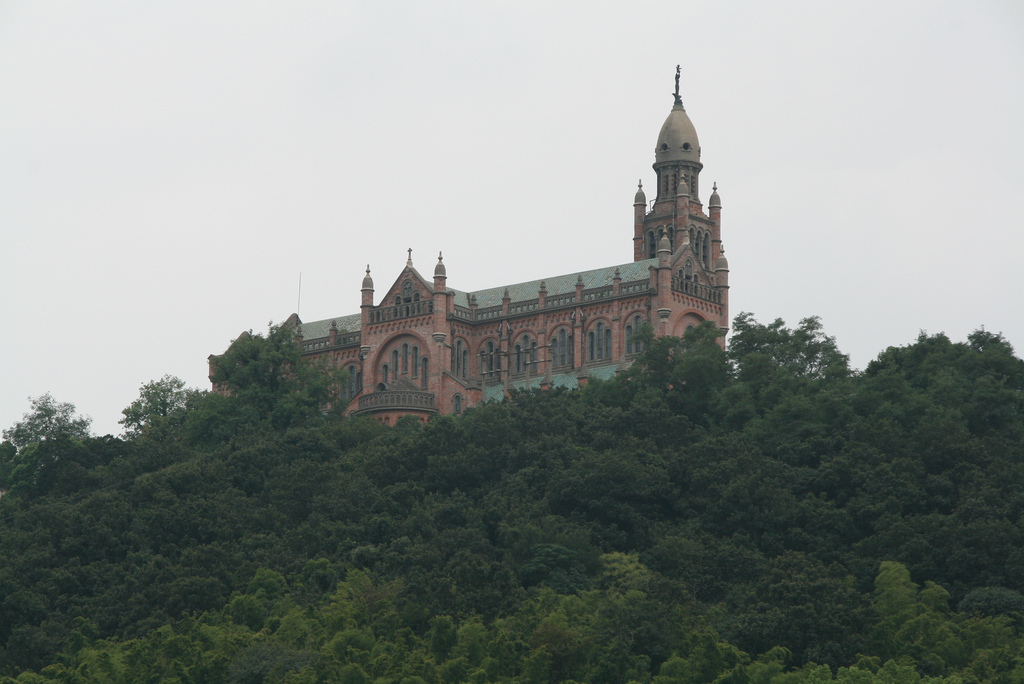
聖堂遠景

1924年、初の在華教皇使節であるチェルソ・コスタンティーニ（中: 剛恒毅）大司教は上海で全国中国司教会議を開催し、6月12日は会議の閉幕日であったが、全国の中国司教を率いて中国を聖母に奉献する厳粛な典礼を挙行した。次の日も15名の司教を率いて佘山に赴き、再度中国を聖母に奉献した。
中国第1回天主教公会議の推進を受け、1925年4月24日、佘山山頂の大聖堂を取り壊して立て直しを始め、ポルトガル人神父の葉肇昌が設計と施工の責任を負い、姚宗李司教は基礎となる場所を祝福した。建築期間は十年もの長さにも及び、1935年11月16日にやっと峻工して、当時の司教であった恵済良が祝別ミサを主司式した。葉肇昌は工程管理に非常に厳格で、杭を岩石上に打っても施工時に規定と符合しなければ工事の手直しを求め、積み上げも決まった品質で決まった量であり、それと合わなければ倒して再度積み重ねるようにした。

### 教皇の指定
1942年9月12日、中国がまさに日中戦争の困難にある最中に、ローマ教皇ピオ12世は佘山教堂を二級バシリカ (minor Basilica) に指定した。これで極東で初の教皇が指定したバシリカとなった。
1946年5月8日、ローマ教皇庁は佘山に一つの特典を与え、佘山の聖母 (Our Lady of Zose) に戴冠式を行うことを許した。南京大司教于斌と上海司教恵済良は「進教之佑聖母托小耶稣像」に戴冠式を挙行し、参加した信徒は1万人余りにも達した。1947年5月18日、教皇庁の新任教皇大使リベリ大司教は代表全国の中国カトリック教徒を代表して再度の奉献をし、「中国を聖母に奉献する誦」を朗読した。

### 破壊
1966年の文化大革命中に、大殿は深刻な破壊に遭い、鐘楼の頂上の聖母が幼きイエズスを抱いた銅像やステンドグラス、および14体の受難像とイエスがゲッセマネの園で祈る像は全て「四旧」と見做されて打ち砕かれた。

### 復興
文化大革命終了後、中国大陸の宗教活動は回復した。1981年3月に佘山天主堂は上海教区に返還された。1981年5月24日、山頂の大殿で5千人が参加した復興荘厳ミサが挙行され、1984年までの大修理が始まり、1985年に再度の祝別式が行われた。
復興の初め、元は鐘楼の頂上にあった聖母が幼子イエズスを抱いた銅像はどこに行ったかわからなかったので、臨時に鉄製の十字架を用いて鐘楼の上に備え付けた。2000年に上海教区は信徒の寄付を募り、再び頂上の「進教之佑聖母托小耶稣」の銅像を戻した。4月18日、金魯賢協働司教は佘山山頂の聖母像を祝福し、5月1日に盛大な聖母を迎える典礼と山頂の聖母大聖堂でミサ聖祭が行われた。 
1982年、佘山の南麓にカトリック聖職者を養成する大神学校である佘山神学校が創立された。5月の巡礼期間には、神学生たちは中山堂に受付を設置し、信徒に教理や聖歌を教えている。

## 建築

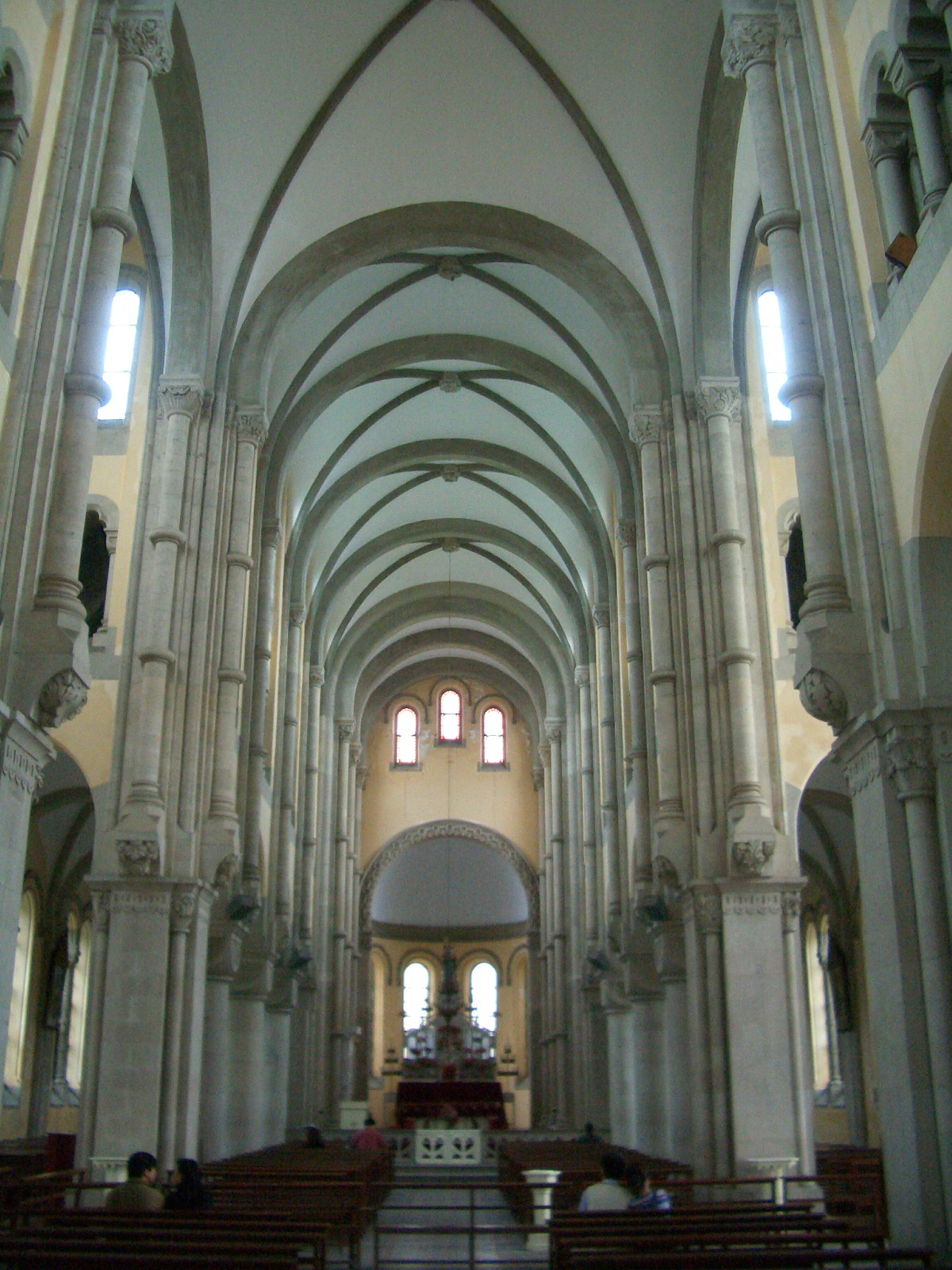
内部構造

1935年に完工した大聖堂は佘山山頂に建てられ、ロマネスク建築である。建造物の平面はラテン十字の形を呈しており、東西は56メートル、南北は25メートル（最も広いのは35メートル）になる。赤レンガの外壁で正門は西南側にある。聖堂の西南の角の四角い鐘楼は高さ38メートルで鐘楼の頂点は16の柱が支えるオリーブ形の丸天井で、上に4.8メートル、1.8トンの重さの「進教之佑聖母托小耶稣」の銅像が立っている。聖堂立面の四周の赤レンガ上には尖がったアーチ型のステンドグラス、屋根の棟上はエメラルドグリーンの琉璃瓦で敷き詰められている。大聖堂の内部には3,000人の座席があり、端の大祭壇は金を鏤（ちりば）めて宝石を嵌めた大理石で雕られ、祭壇と座席は低い漢白玉の欄干で隔てられ、模様のあるタイルで敷き詰められている。
佘山大聖堂は海抜98メートルの山頂に建てられているので、建築工程は並大抵のものではなく、その中で最も困難なのは岩石等の建築材料を人に頼り、肩に担いで平地から山頂まで運ぶことであった。用いられた石材は福建省から船で佘山のふもとまで運ばれた。この建築物は「四無」の名称があり、それは即ち「無釘・無木・無鋼・無梁」である。

## 巡礼活動
毎年5月の「聖母月」に、数万もの各地から来たカトリック信徒は佘山に巡礼に行く。河北省東閭の巡礼活動は政府の統制を受けているので、佘山は中国国内でただ一つの活発で全国的なカトリック巡礼の中心地である。
佘山の巡礼は長年来、伝統で固定された順序が形作られている。信徒は佘山に来ると、先ず中山堂でお祈りをし、佘山の聖母を崇敬して聖母に対する愛を示す。次に曲がりくねった道に沿って列をなして十字架の道行きを祈り、山を登る。十字架の道行きが終わってからさらに大聖堂に入ってミサに与り、聖母に対して慈悲を求める。最後に、再び「三聖亭」に戻りロザリオを祈る。この他にも、伝統的な漁師は江南地区のカトリック教徒の中で比較的大きな割合を占めるので、かなりの漁師の信者が自分で船を漕いで佘山のふもとに行き、そして山に登って巡礼する。5月には佘山附近の小河の岸辺に、少なくない漁師の信徒の小船が集まる。
佘山は公園として旅行者に開放されているので、正門から入ると料金を支払う必要がある。そこで、佘山に巡礼に行くカトリック信者は後側の裏門から入ることを余儀なくされている。

## 佘山の聖母への祈り
2008年5月24日、教皇ベネディクト16世は「中国の教会のために祈る日」のために、「佘山（シェシャン）の聖母への祈り」を発表した。

至聖なるおとめ。人となられたみことばの母であり、わたしたちの母であるかた。
あなたは佘山（シェシャン）大聖堂で「キリスト信者の助け」としてあがめられ、
中国の教会全体はあふれる愛をもってあなたを仰ぎ見ます。
今日、わたしたちは、あなたの助けを求めてみ前に進み出ます。
神の民を顧み、真理と愛の道を歩む民を母としての気遣いをもって導いてください。
彼らが常に、すべての人がともに平和に生きるためのパン種となることができますように。
あなたがナザレの家で従順に「はい」と答えられたとき、
永遠の神の子があなたのおとめの胎内で肉となり、
歴史の中であがないのわざを始めることができました。
あなたは進んで、惜しみなく、あがないのわざに協力しました。
苦しみの剣はあなたの心を貫きました。十字架の時に至るまで。
その時あなたはカルワリオの丘で、
わたしたちが生きるために死んだ御子のもとに立ちました。
その時からあなたは新しい形ですべての人の母となりました。
この人々は、信仰によってあなたの子イエスを受け入れ、
十字架を担いながらイエスに従うことを選んだからです。
希望の母であるかた。聖土曜日の暗闇の中を、
あなたはゆるぎない信頼をもって、復活の朝に向けて歩みました。
あなたの子らに力を与えてください。どんな暗闇のときにも、
神が愛をもってともにいてくださることを知ることができますように。
佘山の聖母よ。中国のすべての信者を支えてください。
彼らは日々の試練のさなかで、信じ、希望し、愛し続けています。
彼らが恐れることなく、世にイエスを語り、イエスに世を語ることができますように。
佘山大聖堂を見下ろすあなたの御像は、御子を高く掲げます。
御子は世界に手を広げてその愛を示します。
カトリック信者を助けてください。いつもこの愛の確かな証人となり、
教会のいしずえの岩であるペトロと一致することができますように。
中国と全アジアの母であるかた。今もとこしえにわたしたちのために祈ってください。
アーメン。

## 交通
- 公共交通路線：観光一号線（B線）（上海体育場上海旅游集散中心——佘山）；南佘専用ルート（南浦大橋——佘山）；滬陳線（西区車站——佘山）；園林専用ルート（万体館2号門、42路公共バスの終点バス停——佘山）；共佘観光専用ルート（中山北路65路終点站——佘山）；西佘観光ルート（上海西站——佘山）；上海地下鉄9号線（桂林路——松江新城）。